# Roger Moore (Sänger)
Roger Moore (* 1981 in Siegburg) ist ein deutscher Sänger, Entertainer und Moderator.

## Leben
Moore fand den Einstieg zur Musik erst im Alter von 19 Jahren in der Band seines Vaters (Helmut Moore * Rainham/Kent). 2002 gewann er den Gesangswettbewerb Linus Talentprobe am Tanzbrunnen in Köln. 2003 war er in der zweiten Staffel von Deutschland sucht den Superstar Ersatzkandidat (Platz 14) für die Mottoshow bei über 19.500 Bewerbern. Zwischen 2002 und 2007 gründete er verschiedene Bands und sang als Frontmann bei diversen Bandprojekten. Er erlebte Gastspiele auf vielen Festivals und Fernsehauftritte wie beispielsweise bei The Dome.
2005 nahm er an der Doku-Soap Big in America teil, bei der die spätere Boygroup US5 entstand. Moore fühlte sich im Genre der Sendung nicht gut aufgehoben und verließ die Dreharbeiten in Amerika vorzeitig, um seine Solokarriere zu starten. 2006 veröffentlichte er seine Debütsingle Thank you, die es auf Platz 29 der deutschen Singlecharts schaffte und sich sieben Wochen in den Top 100 hielt. Es folgten zwei Tourneen durch Deutschland, Österreich und Schweiz mit Auftritten in insgesamt 35 Städten.
Im gleichen Jahr wurde Moore mit dem deutschen Jetix Kids Award als „coolster Sänger“ ausgezeichnet und setzte sich dabei gegen Konkurrenten wie Tobias Regner durch. 2007 folgte die Veröffentlichung einer Rock-Coverversion des Liedes Sweet Dreams der Eurythmics, die Platz 72 der deutschen Single-Charts erreichte. Anschließend beendete er die Zusammenarbeit mit seinem damaligen Management und der Plattenfirma. 2011 wurde Moore für zwölf Sendungen Außenreporter der seit Jahrzehnten erfolgreichen Sendung Tiere suchen ein Zuhause des WDR Fernsehens, konzentrierte sich danach allerdings wieder auf die Musik.
Seit November 2011 singt Moore in der Kölschband „Köbesse“.